# 陈正岩
陈正岩（1928年—1989年），男，上海人，中国京剧演员，吉林省京剧团一级演员，曾任中国戏剧家协会理事，吉林省戏剧家协会副主席。